# East Hampton (Connecticut)
East Hampton – miasto w Stanach Zjednoczonych, w stanie Connecticut, w hrabstwie Middlesex.